# 635 (szám)
A 635 (római számmal: DCXXXV) egy természetes szám, félprím, az 5 és a 127 szorzata.

## A szám a matematikában
A tízes számrendszerbeli 635-ös a kettes számrendszerben 1001111011, a nyolcas számrendszerben 1173, a tizenhatos számrendszerben 27B alakban írható fel.
A 635 páratlan szám, összetett szám, azon belül félprím, kanonikus alakban az 51 · 1271 szorzattal, normálalakban a 6,35 · 102 szorzattal írható fel. Négy osztója van a természetes számok halmazán, ezek növekvő sorrendben: 1, 5, 127 és 635.
A 635 négyzete 403 225, köbe 256 047 875, négyzetgyöke 25,19921, köbgyöke 8,59524, reciproka 0,0015748. A 635 egység sugarú kör kerülete 3989,82267 egység, területe 1 266 768,698 területegység; a 635 egység sugarú gömb térfogata 1 072 530 830,8 térfogategység.